# 조도초등학교
조도초등학교는 대한민국 전라남도 진도군 조도면 창유리에 있는 공립 초등학교이다.

## 학교 연혁
- 1925년 4월 22일 조도공립보통학교 설립 인가
- 1925년 6월 7일 조도공립보통학교(4년제) 개교
- 1929년 8월 31일 조도공립보통학교 부설 청등간이학교 개교
- 1937년 4월 1일 6년제로 개편
- 1938년 4월 1일 조도공립심상소학교 개칭
- 1941년 4월 1일 조도공립국민학교 개칭
- 1941년 7월 15일 조도공립국민학교 거차분교 설립 인가
- 일자미상 거차분교장 개교
- 1944년 4월 1일 거차분교장 거차국민학교 승격 분리
- 일자미상 조도공립국민학교 진목분교 설립 인가
- 1948년 4월 30일 진목분교장 개교
- 일자미상 조도공립국민학교 독거분교 설립 인가
- 1950년 2월 1일 독거분교장 개교
- 일자미상 조도공립국민학교 맹골분교·죽도분교 설립 인가
- 1950년 2월 15일 맹골분교장·죽도분교장 개교
- 일자미상 맹골분교 거차국민학교 이관
- 1950년 4월 1일 조도국민학교 개칭
- 일자미상 조도국민학교 죽항분교 설립 인가
- 1953년 3월 13일 죽항분교장 개교
- 1960년 3월 24일 죽도분교장 동거차국민학교 이관
- 일자미상 조도국민학교 모도분교 설립 인가
- 1963년 7월 31일 모도분교장 개교
- 일자미상 조도국민학교 슬도분교 설립 인가
- 1967년 11월 3일 슬도분교장 개교
- 1968년 4월 1일 조도국민학교 혈도분실 개설
- 1968년 9월 1일 조도국민학교 장죽도분실 개설
- 1968년 12월 31일 장죽도분실 폐실 및 본교 통폐합
- 일자미상 조도국민학교 나배분교 설립 인가
- 1975년 9월 26일 나배분교장 개교
- 1978년 7월 1일 혈도분실 폐실 및 본교 통폐합
- 1981년 3월 6일 병설유치원 개원
- 1983년 3월 1일 관사국민학교, 소마국민학교 분교장 격하 편입
- 1983년 3월 1일 관사국민학교 갈목도분실 편입
- 1983년 3월 1일 거차국민학교 곽도분교장 폐교 및 본교 통폐합
- 1984년 3월 1일 동거차국민학교 죽도분교장 폐교 및 본교 통폐합
- 1990년 3월 1일 대마국민학교 분교장 격하 편입
- 1991년 1월 1일 갈목도분실 폐실 및 본교 통폐합
- 1991년 9월 30일 진목분교장 폐교 및 본교 통폐합
- 1992년 3월 1일 상도국민학교 눌옥분교장 폐교 및 본교 통폐합
- 1994년 8월 31일 동거차국민학교 상죽도분실 폐실 및 본교 통폐합
- 1994년 9월 1일 동거차국민학교 분교장 격하 편입, 거차분교장·맹골분교장·소죽도분교장 편입
- 1995년 9월 1일 청등분교장 폐교 및 본교 통폐합
- 1996년 3월 1일 조도초등학교 개칭
- 1996년 3월 1일 소마분교장·슬도분교장·상도초등학교 여미분교장 폐교 및 본교 통폐합
- 1997년 3월 1일 독거분교장, 상도초등학교 외병분교장 폐교 및 본교 통폐합
- 1998년 3월 1일 상도초등학교 분교장 격하 편입, 성남분교장·내병분교장·옥도분교장·백야도분실 편입
- 1998년 3월 30일 나배분교장·옥도분교장·모도분교장·백야도분실 폐교 및 본교 통폐합
- 1999년 3월 1일 죽항분교장, 내병분교장 폐교 및 본교 통폐합
- 2000년 3월 1일 맹골분교장 폐교 및 본교 통폐합
- 2004년 3월 1일 소죽도분교장 폐교 및 본교 통폐합
- 2007년 3월 1일 성남분교장 폐교 및 본교 통폐합
- 2008년 3월 1일 상도분교장 폐교 및 본교 통폐합
- 2009년 9월 1일 관매초등학교 분교장 격하 편입
- 2010년 10월 5일 동거차분교장 폐교 및 본교 통폐합
- 2012년 3월 1일 관매분교장 폐교 및 본교 통폐합
- 2017년 2월 9일 제91회 졸업(졸업생 총수: 7,038명)
- 2017년 3월 1일 제36대 조해자 교장 부임

## 분교
- 관사분교
- 거차분교
- 대마분교

## 참고 자료
- 조도초등학교 - 한국교육학술정보원 학교알리미